# Cal Borrull
Cal Borrull és una casa gòtica de Piera (Anoia) inclosa a l'Inventari del Patrimoni Arquitectònic de Catalunya.

## Descripció
Edifici de Planta rectangular, en un principi estava format per tres naus amb arcades gòtiques, actualment sols queden dues d'aquestes naus, ja que la tercera ha estat enderrocada, les parets laterals es troben restes d'arcs tapiats.
És important destacar la finestra gòtica que està a la façana principal de la casa, ha estat posada aquests darrers anys, però els capitells no són gòtics. (descoberta quan es va fer la restauració).

## Història
No existeix cap document que ens parli de l'antiguitat de la casa, si bé aquesta pot datar dels segles xiii i xiv-XV, ja que fou llavors quan el poble va créixer del seu nucli inicial -als voltants del castell- entre el carrer del Sol i la riera. D'aquestes dates són les arcades gòtiques que es conserven a la planta baixa, la resta de la casa ha estat restaurada aquest segle.